# Хэрстон, Марлон
Ма́рлон Хэ́рстон (англ. Marlon Hairston; 23 марта 1994, Джэксон, Миссисипи, США) — американский футболист, правый крайний полузащитник клуба «Хартфорд Атлетик».

## Биография

### Молодёжная карьера
В 2012 году Хэрстон поступил в Луисвиллский университет, совмещая учёбу с игрой за университетскую футбольную команду в Национальной ассоциации студенческого спорта.

### Клубная карьера
Хэрстон оставил университет после второго года обучения, и 2 января 2014 года подписал контракт с MLS по программе Generation Adidas. 16 января 2014 года на Супердрафте MLS он был выбран клубом «Колорадо Рэпидз» в первом раунде под 12-м номером. Его профессиональный дебют состоялся 29 марта 2014 года в матче против «Спортинга Канзас-Сити». Свой первый гол в профессиональной карьере он забил 20 августа 2014 года в ворота «Лос-Анджелес Гэлакси». 2 апреля 2015 года «Колорадо Рэпидз» отдал Хэрстона в аренду в аффилированный клуб USL «Шарлотт Индепенденс». 8 мая 2015 года в матче против «Ричмонд Кикерс», завершившемся победой со счётом 3:0, он забил гол и отдал результативную передачу, за что был признан игроком недели в USL. 19 мая 2015 года он вернулся в «Рэпидз». 1 сентября 2015 года Хэрстон вновь отправился в аренду в «Шарлотт Индепенденс», но после двух матчей «Колорадо Рэпидз» отозвал его.
11 января 2019 года Хэрстон был куплен клубом «Хьюстон Динамо» за $175 тыс. в общих распределительных средствах. За «Хьюстон» он дебютировал 19 февраля в первом матче ⅛ финала Лиги чемпионов КОНКАКАФ 2019 против гватемальской «Гуастатои».
13 ноября 2019 года «Хьюстон Динамо» приобрёл у «Миннесоты Юнайтед» Дарвина Кинтеро с пиком третьего раунда Супердрафта MLS 2020, отдав взамен Хэрстона и $600 тыс. в распределительных средствах. За «Миннесоту Юнайтед» он дебютировал 23 июля 2020 года в матче группового этапа Турнира MLS is Back против «Колорадо Рэпидз», выйдя на замену на 86-й минуте вместо Итана Финли. 1 августа 2020 года в матче ¼ финала Турнира MLS is Back против «Сан-Хосе Эртквейкс» он забил свой первый гол за «Миннесоту». По окончании сезона 2020 контракт Хэрстона истёк, и «Миннесота» начала переговоры с игроком относительно его будущего с клубом.
3 марта 2021 года Хэрстон на правах свободного агента присоединился к «Коламбус Крю». Дебютировал за «Крю» 23 июня 2021 года в матче против «Филадельфии Юнион», заменив во втором тайме Деррика Этьенна. По окончании сезона 2022 контракт Хэрстона c «Коламбус Крю» истёк.
18 января 2024 года Хэрстон подписал контракт с клубом Чемпионшипа ЮСЛ «Хартфорд Атлетик». Дебютировал за «Хартфорд Атлетик» 27 апреля 2024 года в матче против «Луисвилл Сити».

### Международная карьера
В апреле 2013 года Хэрстон участвовал в тренировочном лагере сборной США до 20 лет. Месяцем позднее он был включён в заявку молодёжной сборной США на Турнир в Тулоне 2013, однако в матчах фестиваля на поле не выходил. Хэрстон находился в предварительной заявке молодёжной сборной США на молодёжный чемпионат мира 2013, но в финальный список не попал. В апреле 2014 года он принимал участие в тренировочном лагере сборной США до 21 года.
В составе олимпийской сборной США Хэрстон участвовал в товарищеском матче с олимпийской сборной Бразилии, состоявшемся 13 октября 2014 года.
8 января 2018 года Хэрстон был приглашён в тренировочный лагерь сборной США перед товарищеским матчем со сборной Боснии и Герцеговины, однако в заявку на игру, состоявшуюся 28 января, он не попал.

### Личная жизнь
Марлон Хэрстон приходится кузеном баскетболисту НБА Ламаркусу Олдриджу.

## Статистика выступлений
| Выступление                  | Выступление      | Выступление      | Лига | Лига | Плей-офф | Плей-офф | Кубок | Кубок | ЛЧ КОНКАКАФ | ЛЧ КОНКАКАФ | Итого | Итого |
| Клуб                         | Лига             | Сезон            | Игры | Голы | Игры     | Голы     | Игры  | Голы  | Игры        | Голы        | Игры  | Голы  |
| ---------------------------- | ---------------- | ---------------- | ---- | ---- | -------- | -------- | ----- | ----- | ----------- | ----------- | ----- | ----- |
| Колорадо Рэпидз              | MLS              | 2014             | 22   | 1    | —        | —        | 0     | 0     | —           | —           | 22    | 1     |
| Колорадо Рэпидз              | MLS              | 2015             | 3    | 0    | —        | —        | 2     | 0     | —           | —           | 5     | 0     |
| Колорадо Рэпидз              | MLS              | 2016             | 21   | 3    | 4        | 0        | 1     | 0     | —           | —           | 26    | 3     |
| Колорадо Рэпидз              | MLS              | 2017             | 34   | 3    | —        | —        | 1     | 0     | —           | —           | 35    | 3     |
| Колорадо Рэпидз              | MLS              | 2018             | 15   | 0    | —        | —        | 1     | 0     | 2           | 0           | 18    | 0     |
| Колорадо Рэпидз              | Итого            | Итого            | 95   | 7    | 4        | 0        | 5     | 0     | 2           | 0           | 106   | 7     |
| Шарлотт Индепенденс (аренда) | USL              | 2014             | 8    | 1    | —        | —        | —     | —     | —           | —           | 8     | 1     |
| Шарлотт Индепенденс (аренда) | Итого            | Итого            | 8    | 1    | —        | —        | —     | —     | —           | —           | 8     | 1     |
| Хьюстон Динамо               | MLS              | 2019             | 12   | 0    | —        | —        | 2     | 0     | 3           | 0           | 17    | 0     |
| Хьюстон Динамо               | Итого            | Итого            | 12   | 0    | —        | —        | 2     | 0     | 3           | 0           | 17    | 0     |
| Миннесота Юнайтед            | MLS              | 2020             | 9    | 0    | 4        | 1        | —     | —     | —           | —           | 13    | 1     |
| Миннесота Юнайтед            | Итого            | Итого            | 9    | 0    | 4        | 1        | —     | —     | —           | —           | 13    | 1     |
| Коламбус Крю                 | MLS              | 2021             | 21   | 0    | —        | —        | —     | —     | —           | —           | 21    | 0     |
| Коламбус Крю                 | MLS              | 2022             | 3    | 0    | —        | —        | 1     | 0     | —           | —           | 4     | 0     |
| Коламбус Крю                 | Итого            | Итого            | 24   | 0    | —        | —        | 1     | 0     | —           | —           | 25    | 0     |
| Хартфорд Атлетик             | USLC             | 2024             | 9    | 0    | —        | —        | 0     | 0     | —           | —           | 9     | 0     |
| Хартфорд Атлетик             | Итого            | Итого            | 9    | 0    | —        | —        | 0     | 0     | —           | —           | 9     | 0     |
| Всего за карьеру             | Всего за карьеру | Всего за карьеру | 157  | 8    | 8        | 1        | 8     | 0     | 5           | 0           | 178   | 9     |

Источник: Soccerway.